# Pregomesh
Pregomesh, formellt PreGomesh (armeniska: ՊռեԳոմեշ, PreGomesj), är en singel från den armeniska sångerskan Sirusho. Sirusho fick inspiration till låten av "Lorva gutanerg" av Komitas Vardapet som hörs i början av "PreGomesh". Singeln släpptes den 10 december 2012 för digital nedladdning från Itunes Store. Den tillhörande musikvideon laddades upp på Youtube den 14 december samma år och hade i april 2021 fler än 9,7 miljoner visningar.